# Bos Wars

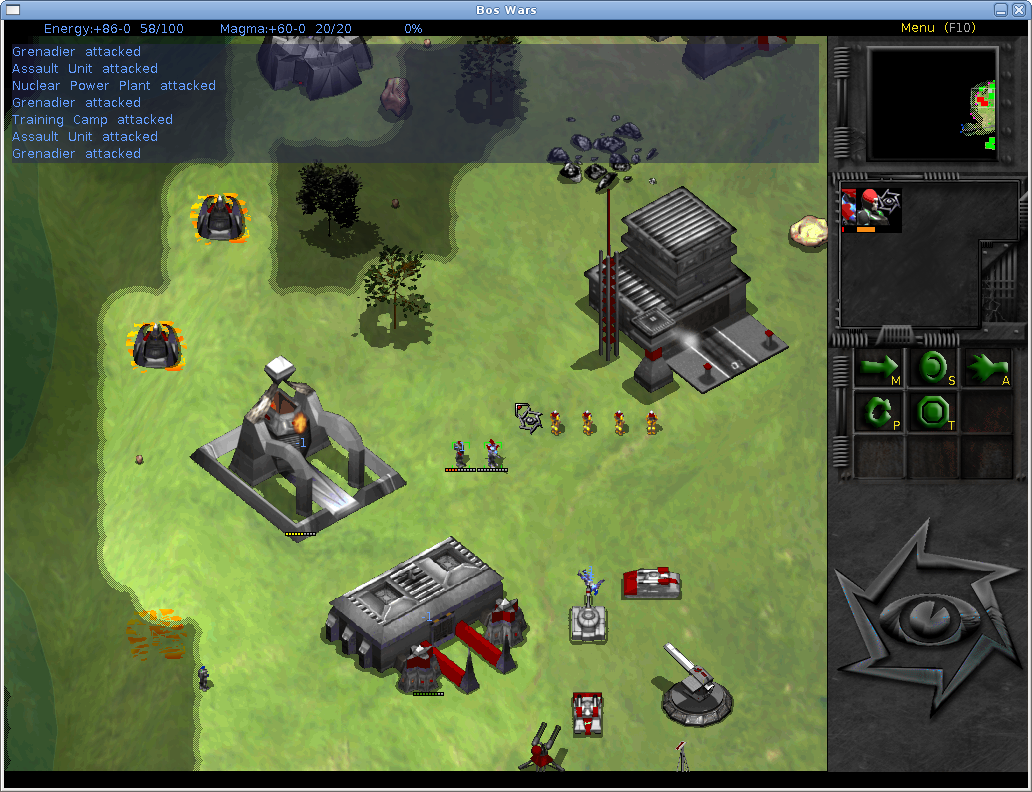
Captura de pantalla durante la partida (v2.5.0).

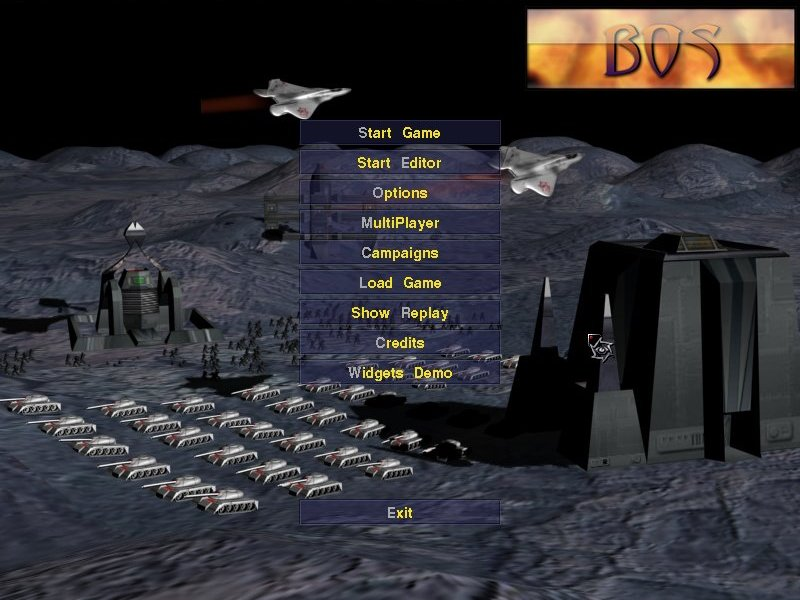
Bos War pantalla de título (pre2.2.1).

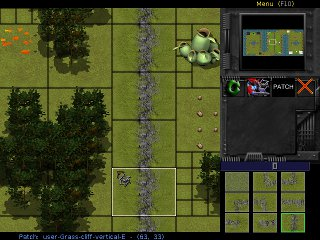
Pantalla del editor de tiles (v2.6.0).

Bos Wars es videojuego libre y multiplataforma de estrategia de tiempo real.

## Historia
El proyecto comenzado por Tina Petersen, como Invasion - Battle of Survival. Cuándo Petersen falleció en el 2003, François Beerten seguiría adelante con el proyecto como líder. La primera versión pública v1.0 fue en marzo de 2004. En junio de 2007, el motor de videojuegos Stratagus se fusionó con BOS y el juego se llamó Bos Wars. La comunidad del juego continúa el desarrollo del juego, la última versión es la 2.7.0 del 2013.

## Jugabilidad
El mapa de juego comienza con fuego ardiente en flamas que cubre toda área que no esta cubierta por la visión de las unidades del jugador. Cuando las unidades exploran el mapa, se va quitando el fuego. Todos los  jugadores tienen los mismos edificios y unidades. no hay ninguna investigación en el juego así que instantáneamente puedes construir edificios nuevos, aeronaves, vehículos de tierra y tropas después de que  has recogido bastantes recursos para construirlos.
Los recursos en el juego son magma y energía. El magma es recolectado por ingenieros o cosechadoras de rocas o fabricados por bombas de magma de sitios calientes también están las lugares para cultivar y recolectar cultivos. La energía es recolectada por ingenieros o cosechadores de árboles o "mogrels" o fabricados por plantas de energía.
Hay tres tipos de estructuras: básico, unidad, y defensa. Las estructuras básicas son plantas de energía , bombas de magma, radar, cámaras, y bóvedas. Las estructuras de unidad son entrenadas en campamentos, fábricas de vehículos, hospitales y fábricas de aeronaves. Finalmente, los edificios defensivos son torretas , cañones, y silos de misil.

## Características técnicas
El juego está escrito en C++ y Lua con las librerías SDL. El juego utiliza un motor de juego basado en el Stratagus. Originalmente la estructura de dato del juego estuvo separada del motor gráfico, pero en 2007 fue fusionado al juego, y el proyecto Stratagus estuvo fusionado al Bos War poco después del cambio de motor.
A pesar de que un servidor central oficial no ha sido creado todavía, Bos War soporta multijugador con las direcciones de IP de los potenciales adversarios. La web oficial dejan a los usuarios intercambio de IPs fácilmente.

## Recepción e impacto
Bos War apareció en LinuxLinks en "42 More of the Best Free Linux Games" PC Advisor escribió en 2010 "Bos Wars is an entertaining game, but one that takes some time and effort to learn - it's strictly for those who like an RTS challenge".